# Stillwaterite
La stillwaterite è un minerale.